# Risurrezione

Risurrezione est un opéra, drame lyrique en 4 actes, de Franco Alfano, sur un livret de Cesare Hanau et Camillo Antona Traversi, en langue italienne, créé le 30 novembre 1904 à Turin, au Théâtre Vittorio Emanuele. Le récit est tiré du roman Résurrection (en russe Воскресение) de Léon Tolstoï.

## Historique
Le compositeur, qui séjournait à Paris pour travailler à la musique de deux ballets pour les Folies Bergère, eut l'idée d'écrire cette œuvre après avoir assisté à la pièce, adaptée en 1902 par Henri Bataille, inspirée par le roman éponyme de Léon Tolstoï, à l'Odéon en 1902. Et c'est aux journalistes et dramaturges Cesare Hanau et Camillo Antona Traversi qu'Alfano s'adresse alors pour écrire un livret qu'il met ensuite en musique. L'opéra reprend la structure de la pièce de théâtre en ajoutant au deuxième acte, une scène qui est racontée au théâtre. Alfano atténue la critique sociale contenue dans Tolstoï et dans Bataille, pour accentuer le côté romantique des situations amoureuses.
L’œuvre est de la veine vériste et connait un grand succès jusqu'au milieu des années 50 -avec plus de 1000 représentations- avant de devenir plus rare sur les scènes à quelques exceptions près. Vérone en 1981 ou Palerme en 1990 en donne quelques représentations. En 2001, c'est le festival de  Montpellier-Radio France qui présente une version concert ensuite enregistrée avec un CD publié en 2003. Le festival de Wexford, spécialisé dans les oeuvres rares, le propose lors de son édition 2017, en octobre et novembre. Le Maggio Musicale Fiorentino reprend la mise en scène de Rosetta Cucchi, créée à Wexford pour deux représentations, les 17 et 21 janvier 2020 qui donnent lieu à la sortie d'un DVD en 2021.
De grandes sopranos comme Mary Garden et Magda Olivero ont incarné Katioucha et immortalisé l'air le plus célèbre de l'héroïne, situé au deuxième acte « Giunge il treno ... Dio pietoso ».
L'opéra est à rapprocher du Siberia de Umberto Giordano, créé en 1903 et qui s'inspire également, de manière plus indirecte, du roman de Tolstoï mais dans son article pour Forum Opéra, Yvan Beuvard souligne « Si le cadre et les situations dramatiques sont proches, le traitement musical diffère sensiblement. Certes, comme Giordano, il colore son propos en puisant ponctuellement dans les musiques traditionnelles russes, mais Alfano va user d’un langage bien différent, très raffiné, magistralement orchestré, dont l’écriture vocale s’éloigne du vérisme »

## Personnages, tessitures, interprètes de la Première
| Personnages                              | Tessitures              | Distribution de la Première, 30 novembre 1904 (Direction musicale : Tullio Serafin) |
| ---------------------------------------- | ----------------------- | ----------------------------------------------------------------------------------- |
| Katerina Mihaylovna, appelée Katioucha   | soprano                 | Elvira Magliulo                                                                     |
| Prince Dimitri Ivanovich Nehlyudov       | ténor                   | Oreste Mieli                                                                        |
| Sofia Ivanovna, sa tante                 | mezzosoprano            | Elvira Ceresoli-Salvatori                                                           |
| Matryona Pavlovna, gouvernante           | contralto               |                                                                                     |
| Simonson Ivanovich, prisonnier politique | baryton                 | Angelo Scandiani                                                                    |
| Anna, vieille paysanne                   | contralto               |                                                                                     |
| Korablyova, prisonnier                   | contralto               |                                                                                     |
| Un serviteur                             | contralto               |                                                                                     |
| Vera, prisonnière politique              | mezzosoprano            |                                                                                     |
| Fenyichka, prisonnière                   | soprano                 |                                                                                     |
| Ragazza gobba, prisonnière               | contralto               |                                                                                     |
| Ragazza dai capelli rossi, prisonnière   | mezzosoprano            | Elvira Ceresoli-Salvatori                                                           |
| Krilycov, prisonnier politique           | basse                   | José Beckmans                                                                       |
| Chef des Gardes                          | basse                   |                                                                                     |
| Garde                                    | baryton                 |                                                                                     |
| Cheminot                                 | baryton                 |                                                                                     |
| Officiel                                 | ténor                   |                                                                                     |
| Une femme                                | soprano                 |                                                                                     |
| Un. Moujik                               | baryton                 |                                                                                     |
| Deux paysans                             | basses                  |                                                                                     |
| Trois Prisonniers                        | 2 soprano / 1 contralto |                                                                                     |
| Un cosaque                               | baryton                 |                                                                                     |
| Choeurs                                  |                         |                                                                                     |

## Synopsis
L'histoire se passe en Russie et en Sibérie à la fin du XIXe siècle.

### Acte I
Chez la tante Sofia
La nuit de Pâques, le Prince Dimitri est en visite chez sa tante Sofia, avant de partir à la guerre contre les Turcs. Il y rencontre la jeune orpheline Katioucha Lubova qu'il avait aimée dans le passé. L'amour renait plus fort que jamais ce qui conduit Katioucha à passer la nuit avec Dmitri. Mais le Prince part et la jeune fille reste seule.

### Acte II
Dans la gare d'une petite ville.
Katioucha est tombée enceinte du prince. Elle a été chassée de la maison où elle était servante, frappée par le déshonneur et attend avec angoisse Dimitri, qui doit s'arrêter et descendre à la gare. Mais elle le voit arriver en compagnie d'une autre femme et n'ose pas l'aborder, désespérée. Elle reste cachée et crie sa douleur tandis que Dmitri repart.

### Acte III
Une prison à Saint-Pétersbourg
Katioucha perd son enfant et est contrainte à se prostituer pour survivre. Elle se trouve mêlée à un crime, un meurtre par empoisonnement, à son corps défendant, alors qu'elle est innocente, elle est condamnée à la déportation en Sibérie pour meurtre. Dmitri la reconnait alors et tente de la sauver en lui proposant de l'épouser lors d'une visite à la prison de Saint-Petrersbourg, mais elle refuse, rendu presque folle par le chagrin, elle lui rit au nez.

### Acte IV
En route pour la Sibérie, Katioucha retrouve l'envie de vivre et aide ses infortunés compagnons avec l'aide de Simonson, un prisonnier politique qui s'attache à elle. Dmitri l'a également suivi et veut désormais plus que jamais l'épouser tout en intercédant pour sa libération. Mais Katioucha refuse et choisit une vie commune avec Simonson, convaincue que c'est en renonçant à cet amour qu'elle partage toujours, qu'ils pourront obtenir la rédemption.

## Principaux airs
Si, la ravviso la mia cara stanza – Arioso de Dimitri (acte I)
Qualcun giù in giardino?... È Katioucha!... – Duo de Katioucha et Dimitri (acte I)
Dio pietoso, fa ch'ei venga alfin – Aria de Katioucha (acte II)
Piangi, si, piangi – Arioso de Dimitri (acte III)
Quando la vidi, una voce mi disse – Aria de Simonson (acte IV)
Ed ora, va... parti!... Son felice!!! –  Duo final de Katioucha et Dimitri (acte IV)

## Instrumentation
3 flûtes (1 piccolo) / 3 hautbois (1 cor anglais) / 3 clarinettes (1 clarinette basse) / 2 bassons / 1 contrebasson
4 cors / 3 trompettes / 3 trombones / 1 tuba
timbales / (cymbales / triangle / grosse caisse) / cloches tubulaires / xylophone / célesta / 2 harpes / piano
violons / altos / violoncelles / contrebasses

## Discographie et vidéographie
- 2021 : Enregistrement live d'une représentation de janvier 2020, au Teatro del Maggio Musicale Fiorentino, avec Anne Sophie Duprels, Matthew Vickers, Francesca Di Sauro, Leon King, Romina Tomasoni, mise en scène de Rosetta Cucchi, direction musicale de Francesco Lanzillotta, Orchestre et chœur du Mai musical florentin, DVD Dynamic 2021.
- 2003 : Enregistrement audio live d'une représentation du Festival De Radio France Et Montpellier au Corum, l'été 2001, avec Denia Mazzola-Gavazzeni, Antonio Nagore, Vladimir Petrov et l'orchestre national de Montpellier sous la direction de Friedemann Layer - Label Accord.
- 1971 : avec Magda Olivero, Giuseppe Gismondo, Nucci Condo,  orchestre et choeur de la Rai de Turin sous la direction de Elio Boncompagni, vinyle soit en 1971, puis CD en 2003, réédition en 2011. Label RAI.
- 1954 : Avec Maria Teresa Mandalari, Carla Gavazzi, Lidia Pratis, Nicola Filacuridi, Gino Orlandini, Jole Jakca, sous la direction de Oliviero de Fabritiis - No on Label, the golden Age of Opera -